# Лубомир Щроугал
Лубомир Щроугал (на чешки: Lubomír Štrougal) (19 октомври 1924г. - 6 февруари 2023г.) е чехословашки партиен и държавен деец, юрист.
От 1959 до 1961 г. е министър на селското, горското и водното стопанство. От 1961 до 1965 г. е министър на вътрешните работи.
Член е на ЦК на Чехословашката комунистическа партия (ЧКП) от 1958 г. От 1965 е секретар на ЦК на ЧКП. От ноември 1968 г. е член на Президиума на ЦК на ЧКП и член на Секретариата на ЦК на ЧКП до февруари 1970 г.
От април 1968 г. е заместник-председател, а от януари 1970 до 1988 г. е председател на Министерския съвет на Чехословашката социалистическа република.